# Ruaidrí na Saide Buide
Ruaidrí Ua Conchobair (muerto 1118) (anglificado Roderic O'Connor), llamado Ruaidrí na Saide Buide (Ruaidrí del Abedul Amarillo) fue Rey de Connacht, quizás dos veces.

## Contexto

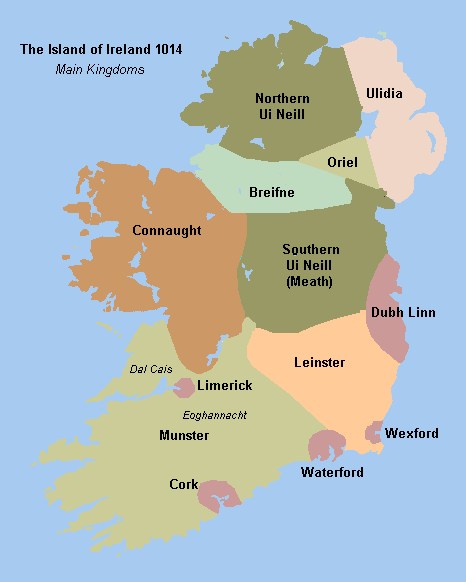
Irlanda en el siglo XI

Connacht en el siglo XI era una región no distinta de la moderna provincia irlandesa. La diferencia principal era que el Reino de Breifne, cuyos gobernantes a veces también gobernaban sobre Connacht, se extendían al sur del Ulster. Los reyes de Connacht habían pertenecido durante varios siglos a la dinastía Uí Briúin, que remontaba sus orígenes hasta Brion, medio hermano de Niall de los Nueve Rehenes. Connacht y sus reyes habían estado asociados con los Reyes Supremos de Irlanda de la familia Uí Néill, descendientes de Niall de los Nueve Rehenes, pero como aliados más que como súbditos. Con el final de la era de Uí Néill tras la muerte de Máel Sechnaill mac Domnaill en 1022, comenzó una era nueva en que varios reyes provinciales en Irlanda intentaban imponerse como reyes de Irlanda, emulando a Brian Bóruma. En los años 1070, el nieto de Brian Bóruma Toirdelbach Ua Briain fue el principal rey de Irlanda, y aunque fue menos poderoso de lo que sus propagandistas afirmaban, ejerció una influencia significativa sobre Connacht.
Los Uí Briúin estaban divididos en tres grupos importantes en el siglo XI. Primero, los Uí Briúin Aí, dirigidos por los descendientes de Conchobar mac Taidg Mór, la familia de Ua Conchobair (O'Connor), con base en el centro de Connacht, originalmente en el sitio real de Cruachan. El segundo grupo era la familia de Ua Ruairc (O'Rourke), reyes de Breifne, de quienes surgió el primer rey de Connacht en el siglo X, Fergal Ua Ruairc. El tercer grupo eran los Uí Briúin Seóla, cuya familia principal eran los Ua Flaithbertaig (actualmente O'Flaherty), que dominaban Iar Connacht.

## Familia
Ruaidrí era miembro de los Ua Conchobair. Su padre, Áed en Gai Bernaig era descendiente en 8ª generación de Conchobar mac Taidg Mór. A pesar de que los hijos raramente sucedían directamente a sus padres como reyes provinciales, se cree que todos los ancestros de Ruaidrí hasta llegar a Conchobar (muerto en 882) fueron reyes de Connacht. Su madre era Caillech Cáemgein, quien pudo haber pertenecido al Clann Uatach del moderno Condado de Roscommon.
```
Tadg En Eich Gil, murió en 1030.
|
| _______________________________________________________
|                                                        |
|                                                        |
Áed En Gai Bernaig, reinó entre 1046–67.       Tadg Dubhsúileach, m. 1009.
|
|__________________________________________________________________________________________________________________
|                                             |                           |                      |                 |
|                                             |                           |                      |                 |

Ruaidrí na Saide Buide
               Cú Chonnacht Tadg,          Murchad Liathnach,           Cathal,          Niall Odar,
|                                       m. 1062                     m. 1069.                  m. 1082.          m. 1105.
|  
|_______________________________________________________________________________________________
|                |               |                 |                   |                        |
|                |               |                 |                   |                        |
Niall,         Tadc,         Conchobar,         
Domnall
,         Dubhchobhlaigh,         
Toirdelbach
,
m. 1093.       m. 1097.       m.1103.           m. 1118.          m. 1131.                 1088–1156.
```

Ruaidrí estuvo casado con cuatro o más mujeres, incluyendo la hija de Toirdelbach Ua Briain, Mór, que murió en 1088. Entre sus hijos se cuentan: Niall, (m. 1093), Tadc (m. 1097), quizás rey de Connacht; Conchobar (asesinado en 1103), Domnall, instalado como rey de Connacht con la ayuda de Muirchertach Ua Briain y depuesto por él en 1106; y finalmente Toirdelbach, hijo de Mór, y quien fue uno de los reyes más grandes en la Irlanda del siglo XII. También tuvo al menos una hija: 1131. Dubhchobhlaigh, hija de Ruaidhri na Soighe Buidhe Ua Conchobhair, señora de Luighne, murió.

## Biografía
Áed En Gai Bernaig murió en batalla en 1067, luchando contra Áed Ua Ruairc de Breifne. Los Anales de Ulster le llaman "señor supremo de la provincia de Connacht, valiente timonel de Leth Cuinn" en el informe de su muerte. Ua Ruairc se convirtió en rey de Connacht tras la victoria.
Por 1076, cuando se le menciona por vez primera en los anales irlandeses, Ruaidrí parece haber reemplazado a Ua Ruairc como rey provincial. Los Anales de Innisfallen registran que fue capturado por Toirdelbach Ua Briain, Rey de Munster, y liberado por tributos. Parece haber sido depuesto por Toirdelbach, y Áed Ua Ruairc restaurado como rey de Connacht, en 1079. Ese mismo año Ruaidrí eliminó a su rival Áed Ua Flaithbertaig de Iarconnacht.
En 1087, con Toirdelbach Ua Briain ahora muerto, Ruaidrí, con la ayuda de la iglesia de Clonmacnoise, derrotó a Ua Ruairc en batalla y tomó nuevamente la corona de Connacht. El hijo de Toirdelbach, Muirchertach Ua Briain parece haber sido tan hostil a Ruaidrí como lo había sido su padre. En 1088 Ruaidrí reconoció al rival de Muirchertach, Domnall Ua Lochlainn como rey de Irlanda y ambos invadieron Munster, quemando Limerick y destruyendo parcialmente el sitio de inauguración de los Ua Briain en Kincora. El Chronicon Scotorum dice que en partes de Munster "difícilmente dejaron vaca u hombre sin destruir". Muirchertach respondió en 1089, y sus hombres infligieron un insulto talando un árbol sagrado en Galway, pero el asalto fracasó y Ruaidrí asaltó Munster.
Ruaidrí se sometió nuevamente a Ua Lochlainn en 1090, como hizo el rey de Mide y Ua Briain. En 1092 fue cegado por su propio hijo adoptivo, Flaithbertaigh Ua Flaithbertaigh, que tomó la corona de Connacht. Ua Flaitbertaig fue asesinado en 1098 por la familia de Ruaidrí y puede que hubiera sido depuesto como rey antes de su muerte. Ruaidrí pudo haberse retirado al monasterio en Clonmacnoise, donde murió en 1118.